# Tennie
Tennie é uma comuna francesa na região administrativa do País do Loire, no departamento de Sarthe. Estende-se por uma área de 33.13 km². Em 2010 a comuna tinha 1 072 habitantes (densidade: 32,4 hab./km²).